# 出雲路
『出雲路』（いずもじ）は、船川利夫が1960年10月に作曲した3楽章からなる組曲である。

## 曲の解説
望郷の念を郷土の風景にたくしたもの……。
- 一楽章 清水寺の暮色
松並木に続いてうっそうとした老木の生い茂る道を登っていくと、小高い山の中腹に木立に囲まれた清水寺 (安来市) がある。その鐘楼の鐘が鳴ると木蔭を伝うその風が静かに暮色を運んでくる。

- 二楽章 祭
社日神社の境内に笛が流れるころ町にはみこしがねり歩き、人々は祝い酒を飲んで安来節を唄う。祭りのざわめきの中にもふと哀愁が漂うのは、日本の祭の独特の表情であろう。

- 三楽章　宍道湖の夕映え　 
静かな日のたそがれ宍道湖に夕映えがおとずれて、空も水も一瞬金色に輝く。一陣の夕風にさざ波がたつと波頭がきらきらとくだけ散る。秋ならば陽はつるべ落としに沈んで一刻の饗宴はたちまちに終わりをつげる。初夏の頃ならば天地の運行に自らをまかせしはと我を失う程の時間はある。

## 楽器構成
- 1箏
- 2箏
- 十七絃
- 尺八

## 楽譜
（株）邦楽社より出版されている。